# Ahlam Mosteghanemi
Ahlam (o Ahlem) Mosteghanemi (in arabo أحلام مستغانمي‎?; Tunisi, 13 aprile 1953) è una scrittrice algerina contemporanea nota per essere stata la prima donna a utilizzare la lingua araba nelle sue opere dopo la colonizzazione francese. La sua opera più conosciuta è il romanzo Zakirat el-Jasad.

## Biografia

### Nascita in esilio e ritorno in Algeria
Ahlam Mosteghanemi nacque a Tunisi il 13 aprile del 1953, figlia dell'attivista politico Mohammed Chèrif che conobbe l'esilio durante la guerra di liberazione algerina. All'alba dell'indipendenza la famiglia tornò in Algeria, dove il padre, intellettuale e filantropo, ottenne alte cariche all'interno del primo governo algerino e lanciò una campagna di alfabetizzazione su tutto il territorio, supervisionando anche la distribuzione di terre agricole ai più poveri.

### Prime controversie e lingua araba
Negli anni settanta, durante il colpo di stato guidato da Houari Boumédiène suo padre fu vittima di un attentato che ne causò il ricovero in ospedale, e Ahlam, in quanto primogenita, si prese la responsabilità di provvedere economicamente alla sua famiglia grazie alla sua occupazione come presentatrice radiofonica.
All'età di diciassette anni divenne famosa in Algeria con la trasmissione quotidiana di poesia, Hammassat (Sussurri), in onda sulla radio nazionale. Con la pubblicazione di Ala Marfa al Ayam (Nel rifugio dei giorni) nel 1973, all'età di vent'anni, Ahlam divenne la prima donna ad aver pubblicato una raccolta di poesie in lingua araba. Ahlam poté completare la sua formazione scolastica in Arabo, appartenendo alla prima generazione di maghrebini arabizzati a cui era permesso studiare in lingua araba, dopo più di un secolo di proibizione da parte dei colonizzatori francesi. Nel 1976 la sua prima raccolta fu seguita dalla pubblicazione di Al Kitab fi Lahdat Ouray (Scrivendo in un momento di nudità).

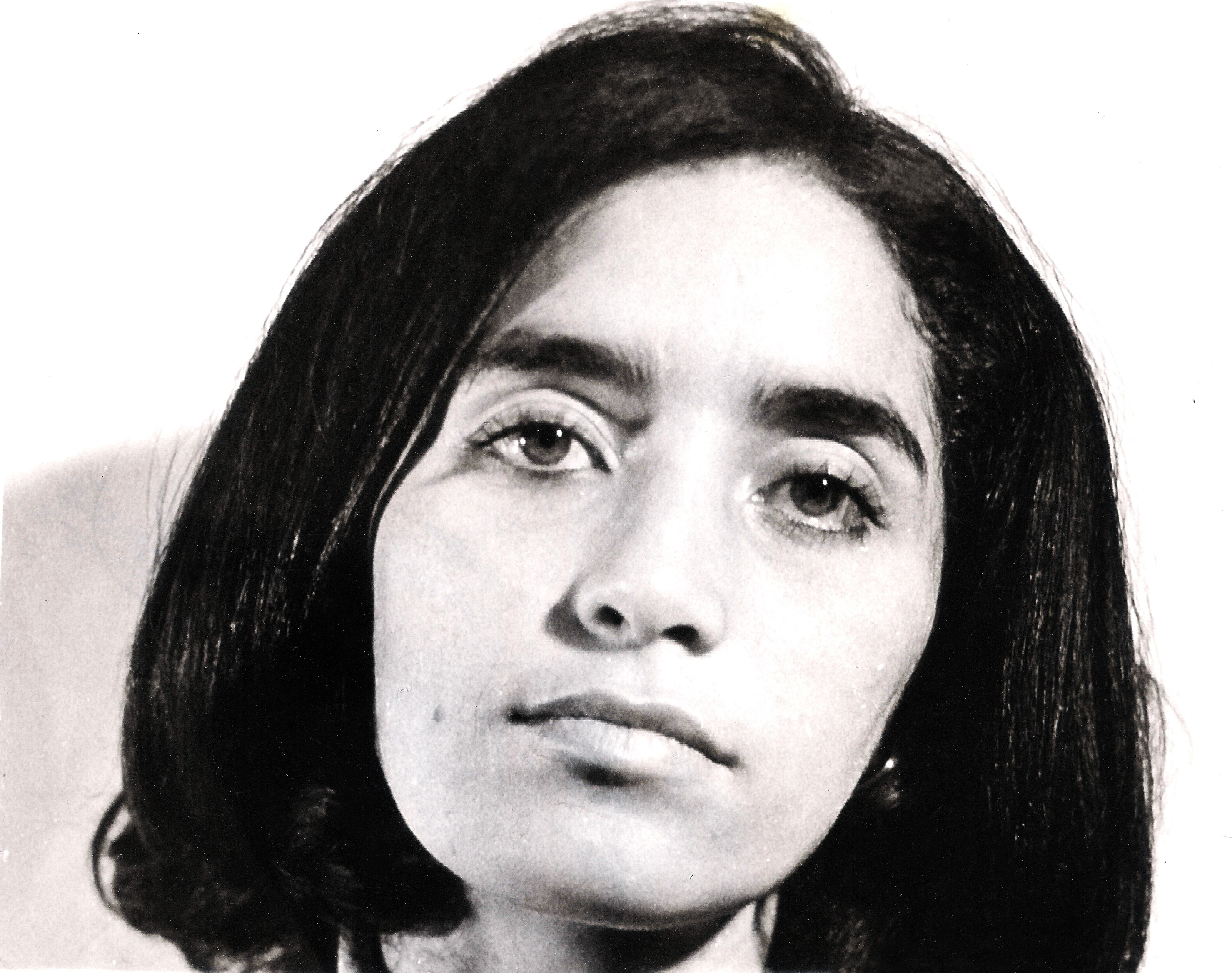
Ahlam Mosteghanemi a 17 anni

Sebbene il fatto di essere stata la prima donna poetessa e romanziera i cui scritti sono stati pubblicati in lingua araba, a detta sua, l'avesse "riempita di orrore, non di gioia", l'apprendimento di tale lingua, incoraggiato dal padre francofono, diede ad Ahlam un senso di liberazione e indipendenza, dal momento che la sua famiglia non l'aveva ancora padroneggiata. In quel tempo la società algerina stava cercando di ricostruirsi un'identità nazionale e superare il passato coloniale che aveva lasciato dietro di sé un milione e mezzo di vittime. Di conseguenza, questa nuova società non era ancora pronta a vedere una ragazza esprimersi liberamente su temi come l'amore e i diritti delle donne, e ancora meno se per farlo usava la sacra lingua araba.
Qui cominciò la battaglia di Ahlam contro il sessismo. Nonostante le donne avessero combattuto a fianco degli uomini durante la rivoluzione, infatti, dopo la guerra tornarono ad essere relegate entro i confini dei loro ruoli tradizionali e venne negata loro la libertà di esprimersi liberamente e di aspirare al successo. Quando Ahlam conseguì la laurea in letteratura, il consiglio direttivo dell'Università di Algeri rifiutò la sua iscrizione a un master, con il pretesto che la sua libertà di espressione aveva un impatto negativo sugli altri studenti. Venne inoltre espulsa dall'Unione degli Scrittori Algerini per non essersi conformata alla linea politica del suo tempo.

### Matrimonio e vita parigina
Ahlam incontrò ad Algeri Georges Al Rassi, giornalista libanese e storico con una conoscenza profonda dell'Algeria, che stava preparando in quel periodo una tesi dal titolo Arabizzazione e conflitti culturali nell'Algeria indipendente. I due si innamorarono e nel 1976 si sposarono a Parigi, dove si trasferirono. Ahlam continuò i suoi studi alla Sorbonne, dove nel 1982 vinse una borsa di studio per un dottorato in sociologia. La sua tesi esplorava incomprensioni e malesseri di genere nella società algerina. Durante il dottorato venne seguita da Jacques Berque, eminente orientalista, che scrisse la prefazione della tesi di Ahlam (pubblicata nel 1985 da Harmattan con il titolo di Algérie, femmes et écriture, Algeria, donne e scritti). Durante i quindici anni passati nella capitale francese, la scrittrice collaborò con varie riviste e cominciò a scrivere frammenti di quello che quattro anni più tardi diventò un romanzo. Ahlam giustificò questo cambio di rotta dalla poesia alla prosa dicendo: "quando uno perde un amore scrive una poesia, quando uno perde la sua terra scrive un romanzo". L'Algeria non lascia mai la sua mente: "Ci sono paesi in cui viviamo e paesi che vivono in noi".

### Zakirat el-Jasad
Ahlam si trasferisce a Beirut nel 1993 e in questo periodo presenta il suo primo romanzo Zakirat el-Jasad (Le memorie del corpo) alla rinomata casa editrice Dar al-Adab, che le darà visibilità internazionale. Il romanzo, scritto in stile poetico e dai contenuti politici, ebbe un grande successo in tutto il mondo arabo, con la stampa di trentaquattro edizione e la vendita di più di un milione di copie. L'opera venne inoltre riconosciuta dall'Università Americana del Cairo con il premio "Nagib Mahfuz".
La complessità del romanzo riflette quella della situazione algerina durante e dopo l'indipendenza e, scrivendo in arabo, l'autrice conquista un ulteriore passo verso la decolonizzazione. Su questo influisce anche la figura del protagonista, scelto tra le "vittime" della colonizzazione per raccontare la storia della liberazione dell'Algeria, impedendo così che la storia venga narrata dai "vincitori" colonizzatori.
Il racconto è narrato in prima persona da Khaleb ben Toubal, pittore algerino che ha perso un braccio durante la rivoluzione, e narra del suo amore per Ahlam, figlia di un suo collega eroe della Resistenza. La storia è un'allegoria delle disillusioni che caratterizzano la generazione post indipendenza e Ahlam, simbolo dell'Algeria stessa, non solo rifiuta dopo un breve periodo di relazione a Parigi di ricambiare l'amore del ragazzo, ma sposa un militare corrotto. Le vicende personali di Khaled si intrecciano con avvenimenti storici simbolici del tempo: il colonialismo francese; il regime autoritario che si instaurò in Algeria dopo l'indipendenza e l'espansionismo israeliano. Tali eventi vengono rappresentati attraverso varie vicende all'interno della narrazione: la prigionia francese di Khaled nel 1945; l'amputazione del suo braccio durante la rivoluzione; la guerra Arabo-Israeliana del 1967; le torture subite nel 1971 per mano della polizia Algerina; l'invasione Israeliana del Libano e la morte del suo migliore amico Ziyad nel 1982.
Esponendo nella sua narrativa verità psicologiche ed emozionali piuttosto che storiche e oggettive, Ahlam usa la scrittura per ridefinire un'idea di Nazione.
Non tutti apprezzarono il lavoro della scrittrice e il suo stile di scrittura venne giudicato antiquato e carico di clichès. Come autrice donna, inoltre, fu spogliata delle sue abilità e il successo spiegato in relazione ai suoi legami personali con figure maschili dell'ambiente letterario. Queste critiche derivano dal fatto che Mosteghanemi veniva vista come intrusa nella cultura araba poiché, avendo ricevuto una laurea in Francia, era vista come il prodotto di sistemi scolastici colonialisti. Secondo i colleghi, il periodo passato all'estero avrebbe distolto Ahlam dal ruolo principale dello scrittore, ovvero quello di storico che conosce e vive personalmente storie e problemi della gente.

### Il successo

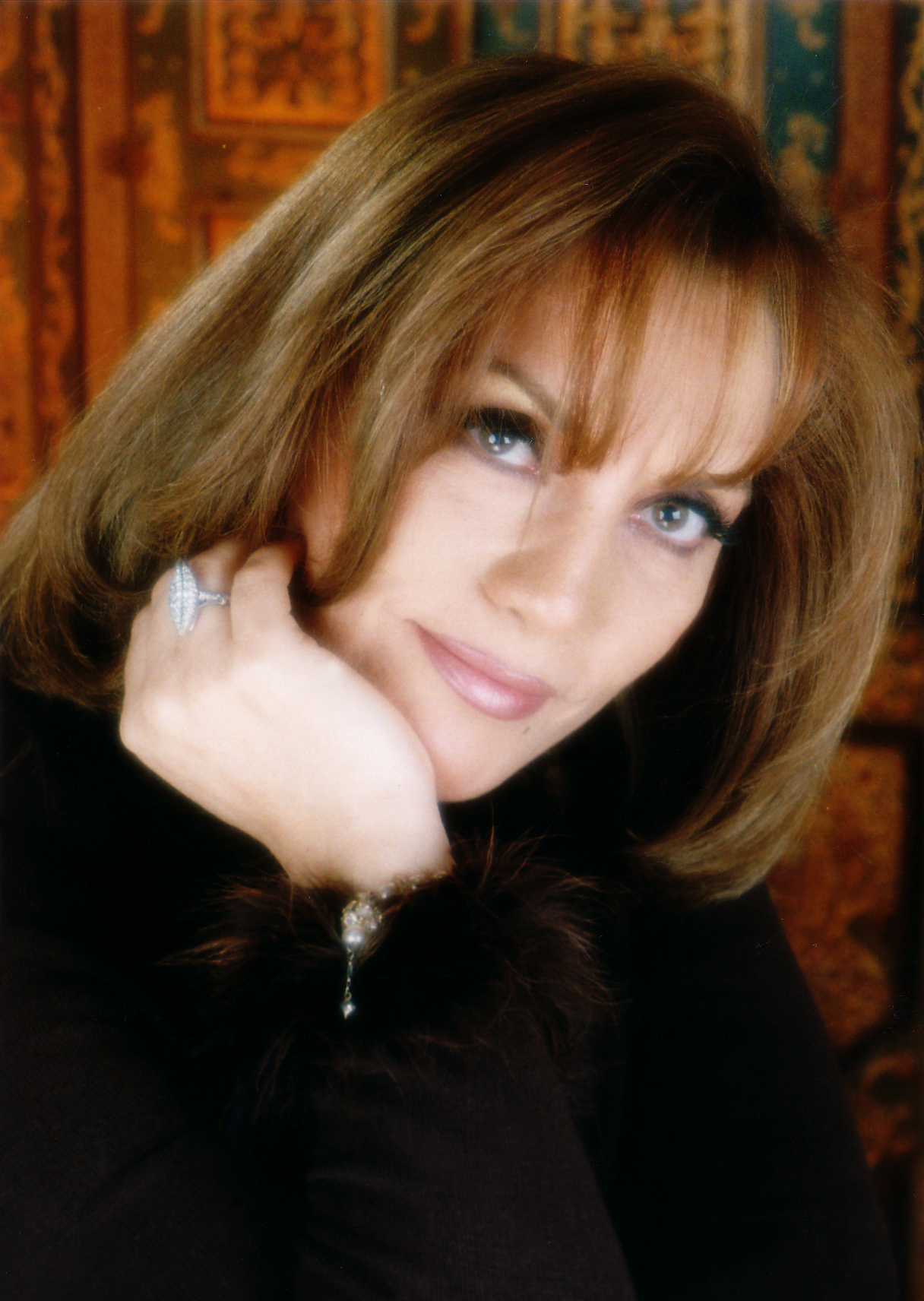
Ahlam Mosteghanemi nel 2000

Ahlam continuò il suo successo letterario scrivendo due sequel al suo romanzo: Fawda el Hawas (Caos dei sensi) nel 1997 e Aber Sareer (Bed Hopper) nel 2003. Tutte le parti della trilogia oggi sono diventate classici e bestseller nel mondo Arabo.
Nel 2010 venne pubblicato Nessyan.com (L'arte di dimenticare), manuale alla separazione dedicato alle donne, che portò Ahlam più vicina al pubblico femminile.
Nel 2012 uscì l'ultimo romanzo della scrittrice, El Aswad Yaliku Biki (Il nero ti dona), che confermò il suo status di una tra le maggiori e più influenti scrittrici arabe. Il racconto parla della sfida di una giovane insegnante algerina il cui padre, un cantante, viene ucciso negli anni novanta da terroristi contrari ad ogni tipo di arte e divertimento all'interno della società. La ragazza, per resistere al terrorismo, decide di intraprendere una carriera da cantante. Viene poi costretta all'esilio, durante il quale incontra un uomo ricco e misterioso che prova a sedurla. Il racconto tratta della capacità di fronteggiare non solo il terrorismo, ma anche il devastante potere del denaro e dei media. L'uscita del romanzo fu un enorme evento letterario che portò Ahlam a unirsi al gruppo Hachette, che acquistò i diritti per pubblicare il suo lavoro in tutto il mondo arabo.

### Lotte e influenze
Per oltre 35 anni, il contributo di Ahlam ha arricchito la scena letteraria Araba con i suoi elaborati poetici e sentimentali. Inoltre, attraverso i suoi scritti, ha guidato la lotta contro la corruzione, l'ingiustizia, i regimi totalitari, il fondamentalismo, le nuove forme di colonizzazione e la denigrazione dei diritti delle donne. Le sue citazioni, sia su tematiche amorose che su argomentazioni politiche, sono molto usate nel mondo arabo.

## Opere

### Romanzi
1. Zakirat el-Jassad (La memoria del corpo), pubblicato da Dar al-Adab, Beirut, 1993
2. Fadwa el-Hawas (Caos dei sensi), pubblicato da Dar al-Adab, Beirut, 1997
3. Aber Sareer (Bed Hopper), pubblicato da Dar al-Adab, Beirut, 2003
4. El Aswad Yalikou Biki (Il nero ti dona), pubblicato da Hachette-Antoine, Beirut, 2012

### Antologie
1. Ala Marfa al Ayam (Nel rifugio dei giorni), pubblicato da SNED, Algeri, 1973
2. Al Kitab fi Lahdat Ouray (Scrivendo in un momento di nudità), pubblicato da Dar al-Adab, Beirut, 1976
3. Algérie, femmes et écriture (Algeria, donne e scritti), scritto in francese e pubblicato da l'Harmattan, Parigi, 1985
4. Akadib Samaka (Bugie di un pesce), pubblicato da ENAG, Algeri, 1993
5. Nessyane.com (L'arte di dimenticare), pubblicato da Dar al-Adab, Beirut, 2003

L'UNESCO ha fatto tradurre tutte le opere di Ahlem in Braille per i ciechi.

## Traduzioni
Ad oggi, solo due opere della scrittrice sono state tradotte in italiano:
- Zakirat el-Jassad tradotto da F.Leggio con il titolo La memoria del corpo e pubblicato da Jouvence, 2002
- Nessyan.com tradotto da C.Albanese con il titolo L'arte di dimenticare. Amalo come sai fare tu, dimenticalo come farebbe lui e pubblicato da Sonzogno, 2013

La maggior parte delle opere di Ahlem sono state tradotte in inglese da Bloomsbury Publishing:
- Zakirat el-Jassad pubblicato con il titolo The Bridges of Constantine, 2013
- Fadwa el-Hawas pubblicato con il titolo The Chaos of the Senses, 2015
- Aber Sareer pubblicato con il titolo The Dust of Promises, 2016
- Nessyan.com pubblicato con il titolo The Art of Forgetting, 2011

## Riconoscimenti e premi
- Premio Nour Foundation per la creatività femminile, Cairo, 1996
- Medaglia "Naguib Mahfouz" per la letteratura per Zakirat el-Jassad, 1998
- Premio "George Tarabeh" per Cultura e Creatività, Libano, 1999
- Medaglia "Amman Loyalty" per la creatività, Amman, Giordania, 1999
- Medaglia dal comitato "Pionieri del Libano" per la totalità del suo lavoro nel 2004
- Medaglia d'onore ricevuta dal presidente algerino Abdelaziz Bouteflika nel 2006
- Medaglia di Apprezzamento e Gratitudine dalla Fondazione dello Sceicco Abdelhamid Ben Badis, Costantina, Algeria, 2006
- Riconosciuta da Forbes Magazine nel 2006 come autrice araba di maggiore successo, superando i 2.300.000 di copie vendute e una tra le dieci donne più influenti nel mondo arabo.
- Medaglia per la Creatività Araba della Al Jimar Foundation, Tripoli, Libia, nel 2007.
- Nominata Personalità Culturale Algerina del 2007 da Algerian News Magazine e Algerian Press Club.
- Selezionata per tre anni consecutivi (2006, 2007 e 2008) come una tra le 100 figure pubbliche più influenti del mondo arabo da Arabian Business Magazine, classificata al cinquantottesimo posto nel 2008.
- Premiata con "The Shield of Beirut" del governatore di Beirut in una cerimonia speciale tenuta al Palazzo dell'UNESCO quando venne pubblicato Nessyane.com nel 2009
- Premio come Miglior Scrittore Arabo nel 2014 durante il Beirut International Award Festival (BIAF)
- Premio come Donna Araba dell'Anno a Londra nel 2015, in un evento supportato dal sindaco di Londra e dalla Regent's University di Londra
- Nominata Ambasciatrice di Pace dell'UNESCO nel settembre 2016